# Carrascal del Río
Carrascal del Río ist ein Ort und eine Gemeinde mit 136 Einwohnern (Stand: 2024) in der zentralspanischen Provinz Segovia in der Autonomen Gemeinschaft Kastilien-León.

## Lage und Klima
Der Ort Carrascal del Río liegt in einer Höhe von etwa 860 m unweit des Río Duratón etwa 20 km (Fahrtstrecke) nordwestlich der Kleinstadt Sepúlveda. Die Entfernung nach Segovia beträgt etwa 68 km in südwestlicher Richtung. Das Klima ist gemäßigt bis warm; Regen (ca. 460 mm/Jahr) fällt mit Ausnahme der trockenen Sommermonate übers Jahr verteilt.

## Bevölkerungsentwicklung
| Jahr      | 1857 | 1900 | 1950 | 2000 | 2017 |
| Einwohner | 412  | 535  | 605  | 210  | 151  |

Infolge der zunehmenden Mechanisierung der Landwirtschaft, der Aufgabe vieler bäuerlicher Kleinbetriebe und des daraus resultierenden Verlusts an Arbeitsplätzen auf dem Lande hat der Ort seit der Mitte des 20. Jahrhunderts deutlich an Einwohnern eingebüßt.

## Wirtschaft
Der Ort lebt im Wesentlichen von der Landwirtschaft und vom Tourismus.

## Geschichte
Der Name des Ortes lautete bis ins 18. Jahrhundert nur Carrascal, ein Name, dessen Herkunft nicht ganz klar ist – das Ortswappen mit seinen fünf Bäumen bezeugt jedenfalls die Herleitung vom keltischen oder keltiberischen Wortstamm karr, der für Steineichen (Quercus ilex) gebräuchlich war.
Über die Geschichte des Ortes ist nur wenig bekannt: In der Nähe befand sich ein Römerkastell mit Namen Septempublicam, von dem noch Mauerreste erhalten sind; außerdem werden zwei Brücken über den Río Duratón bei den Weilern (pedanías) Talcano und Picazos auf römische Konstruktionen zurückgeführt. Der kastilische Graf Fernán González begann im 10. Jahrhundert mit der Wiederansiedlung (repoblación) von Christen aus dem Norden Spaniens – eine Politik, die von seinem Sohn Sancho García im 11. Jahrhundert fortgeführt wurde.

## Sehenswürdigkeiten

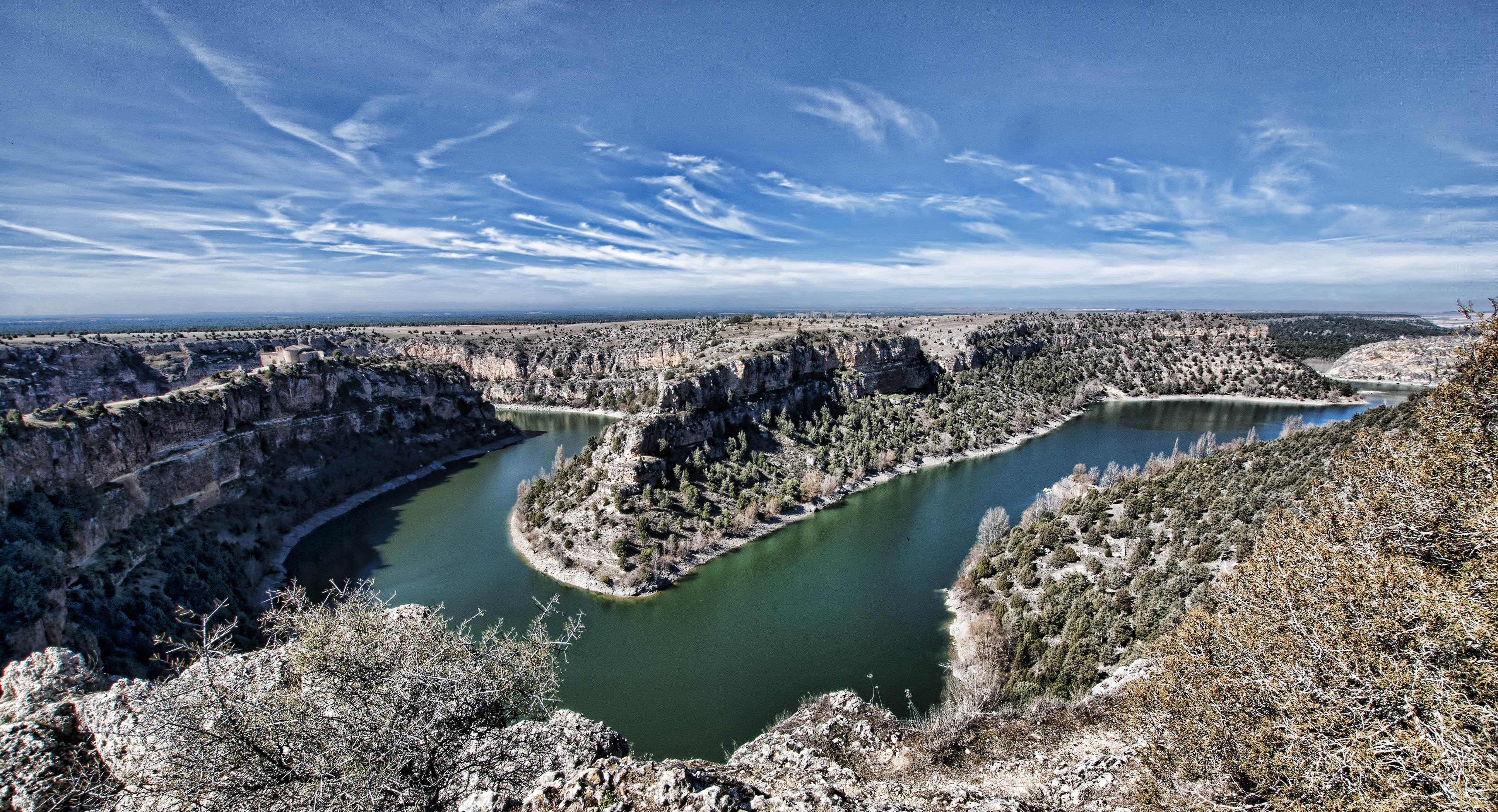
Río Duratón im Naturpark Hoces del Río Duratón

- Die einschiffige Kirche Nuestra Señora de la Asunción stammt aus dem 16./17. Jahrhundert; der Eingang befindet sich auf der Südseite. Das Innere beherbergt ein romanisches Taufbecken (pila) und ein barockes Altarretabel (retablo).[4]
- Im Ort selbst sind die oberirdischen Kellergemäuer (bodegas) erwähnenswert.

Umgebung
- Hauptattraktion der Gemeinde ist die etwa 6 km südwestlich des Ortes gelegene Fels- und Waldlandschaft des Naturparks Hoces del Río Duratón mit dem in Teilabschnitten canyonartig versenkten und stark mäandrierenden Fluss.
- Circa vier Kilometer südlich des Ortes und nur zu Fuß oder mit dem Fahrrad erreichbaren Felsvorsprung oberhalb der Schlucht erhebt sich die romanische Wehr- und Einsiedlerkirche Ermita de San Frutos.